# Ivar Asjes
Ivar Onno Odwin Asjes (Rotterdam, 16 de septiembre de 1970) es un político de Curazao, líder del Partido pro Kòrsou y exlíder del Partido Pueblo Soberano. Ocupó el cargo de Primer Ministro desde el 7 de junio de 2013 hasta el 31 de agosto de 2015. Renunció tras perder la confianza de su partido. Asjes fue miembro de los Estados de Curazao (2010-2013) y de su predecesor en las Antillas Neerlandesas, el Consejo Insular de Curazao.